# Lomatium parryi
Lomatium parryi är en växtart i släktet Lomatium och familjen flockblommiga växter. Den beskrevs först av Sereno Watson som Peucedanum parryi, och fick sitt nu gällande namn av James Francis Macbride 1918.
Arten är en perenn ört som återfinns i sydvästra USA.

## Bildgalleri

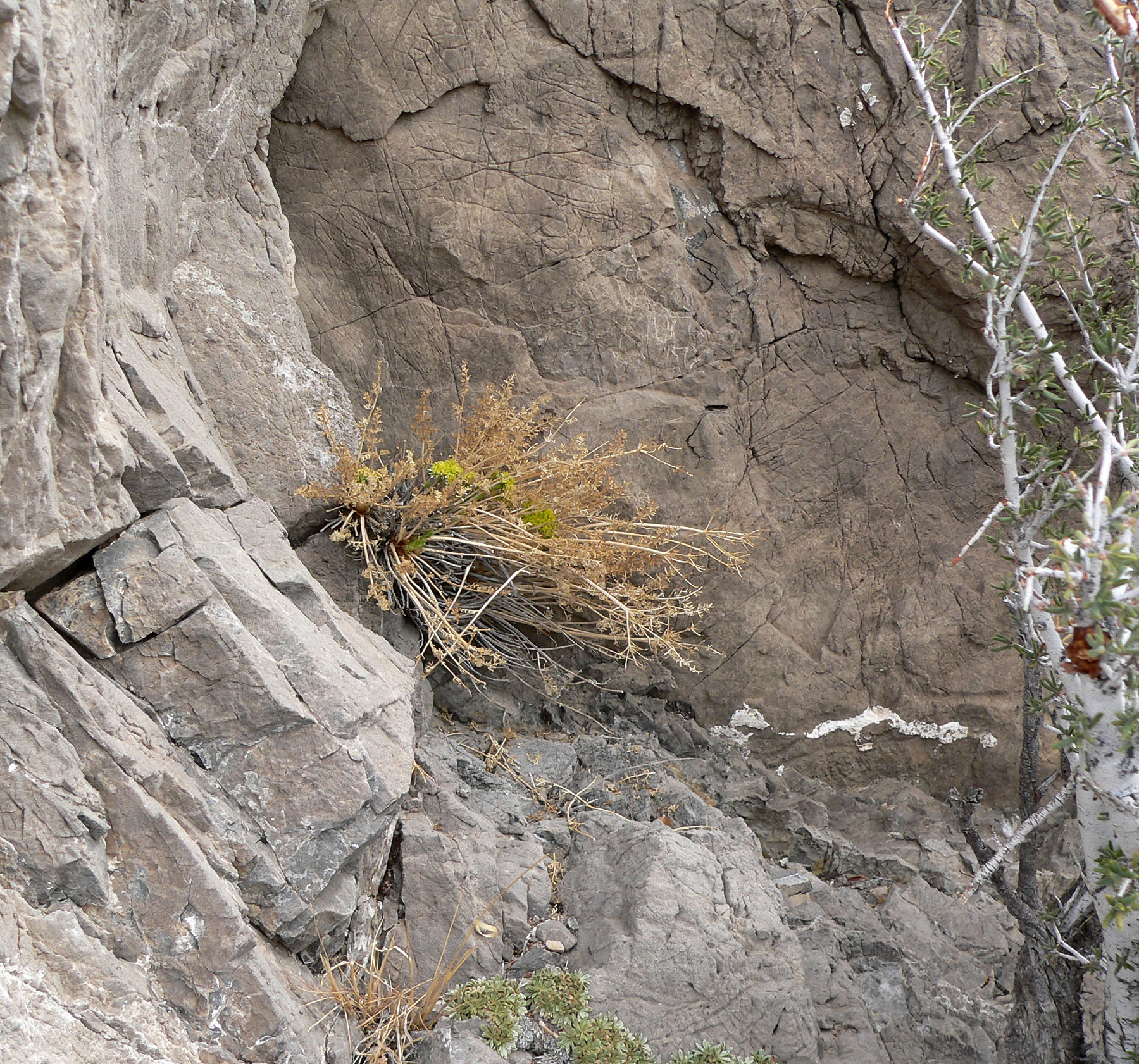
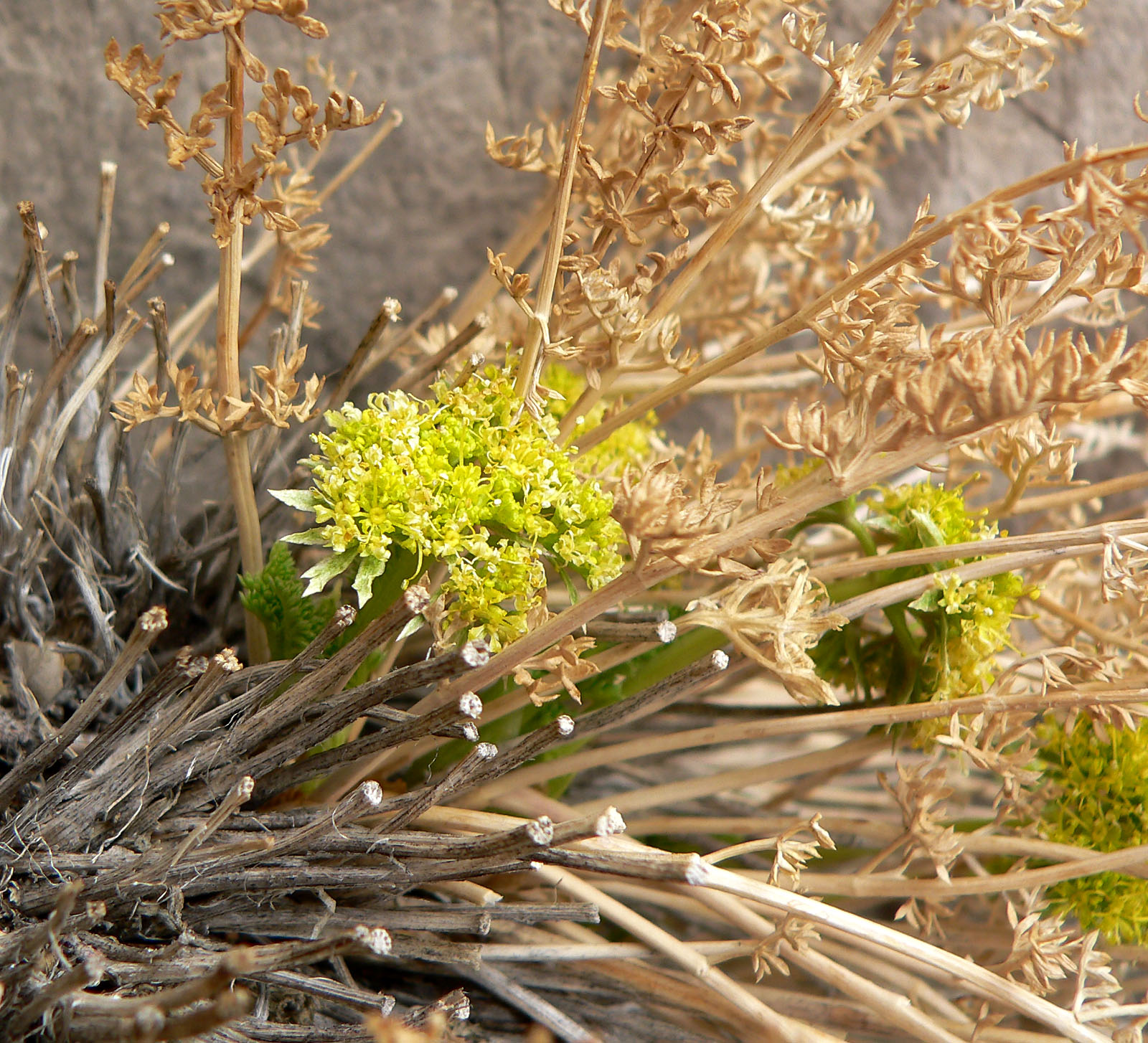
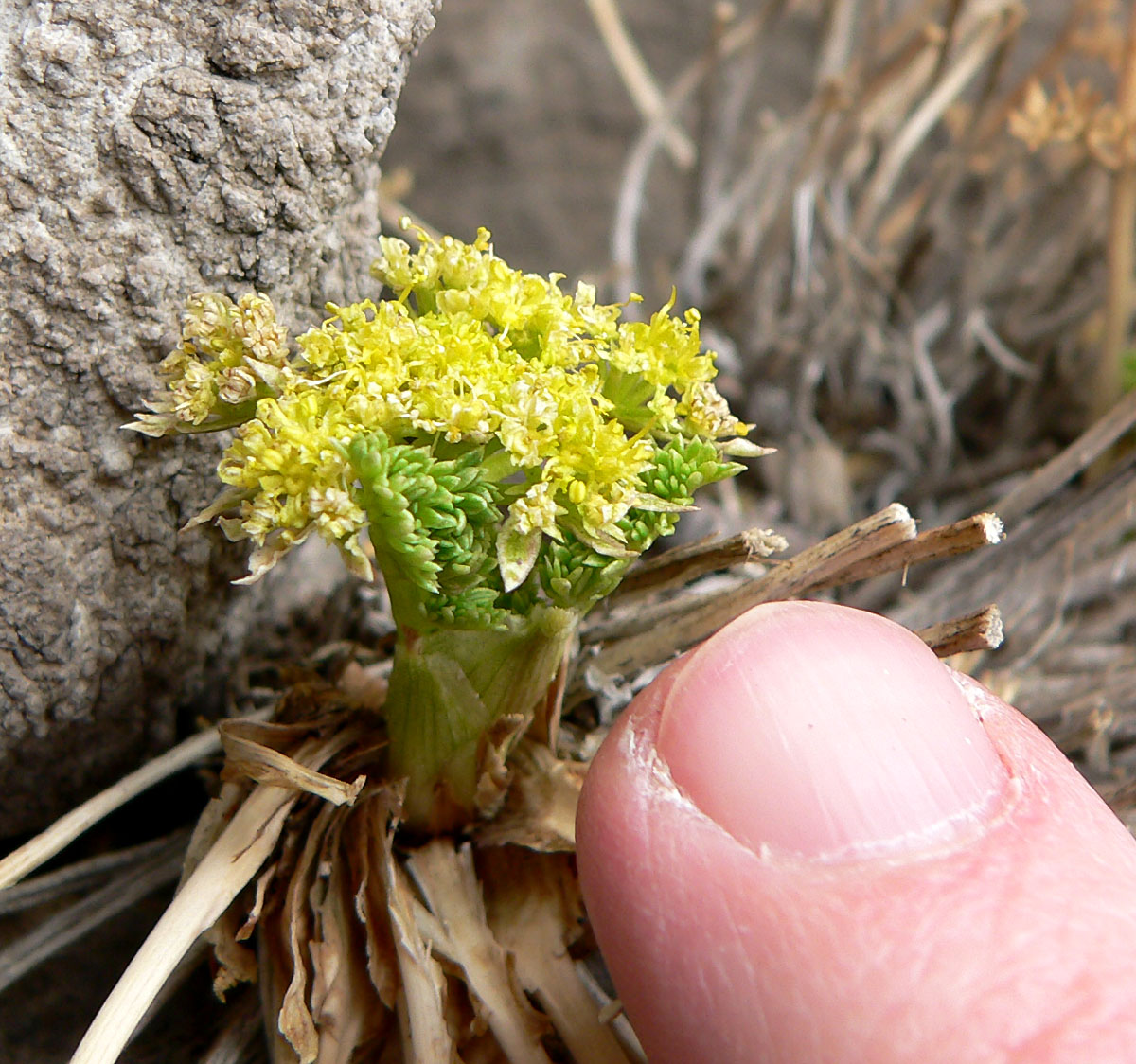
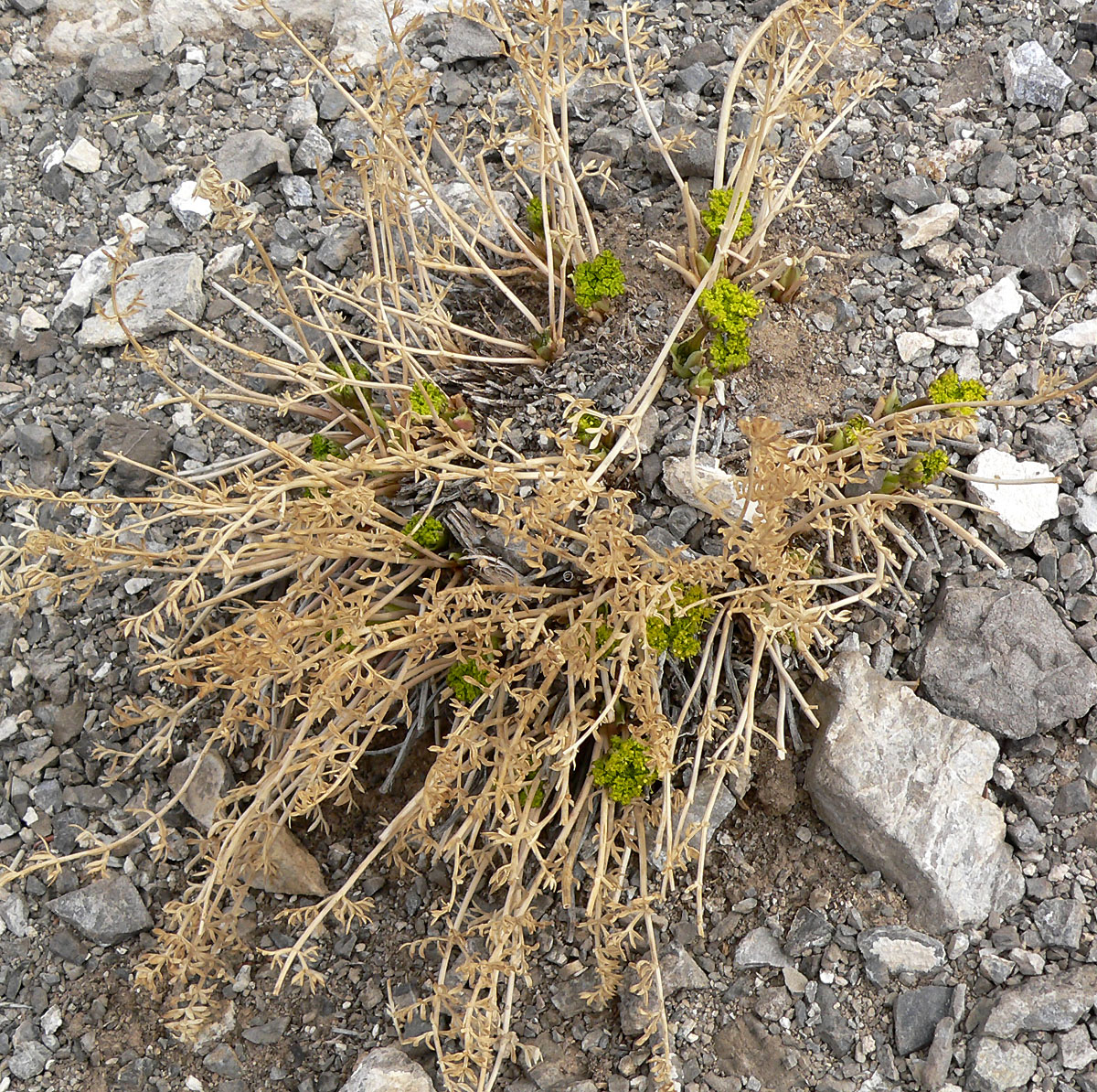
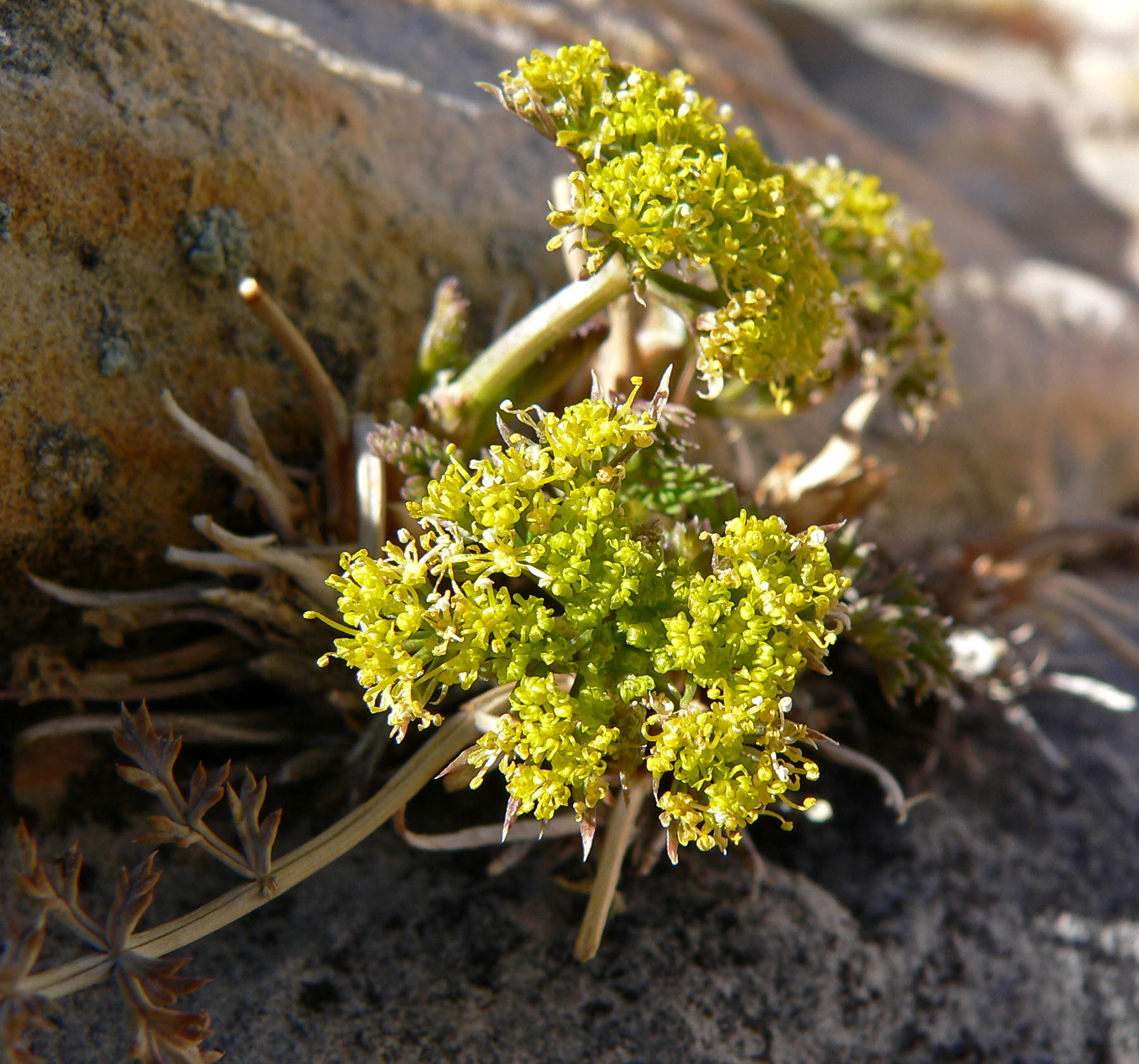
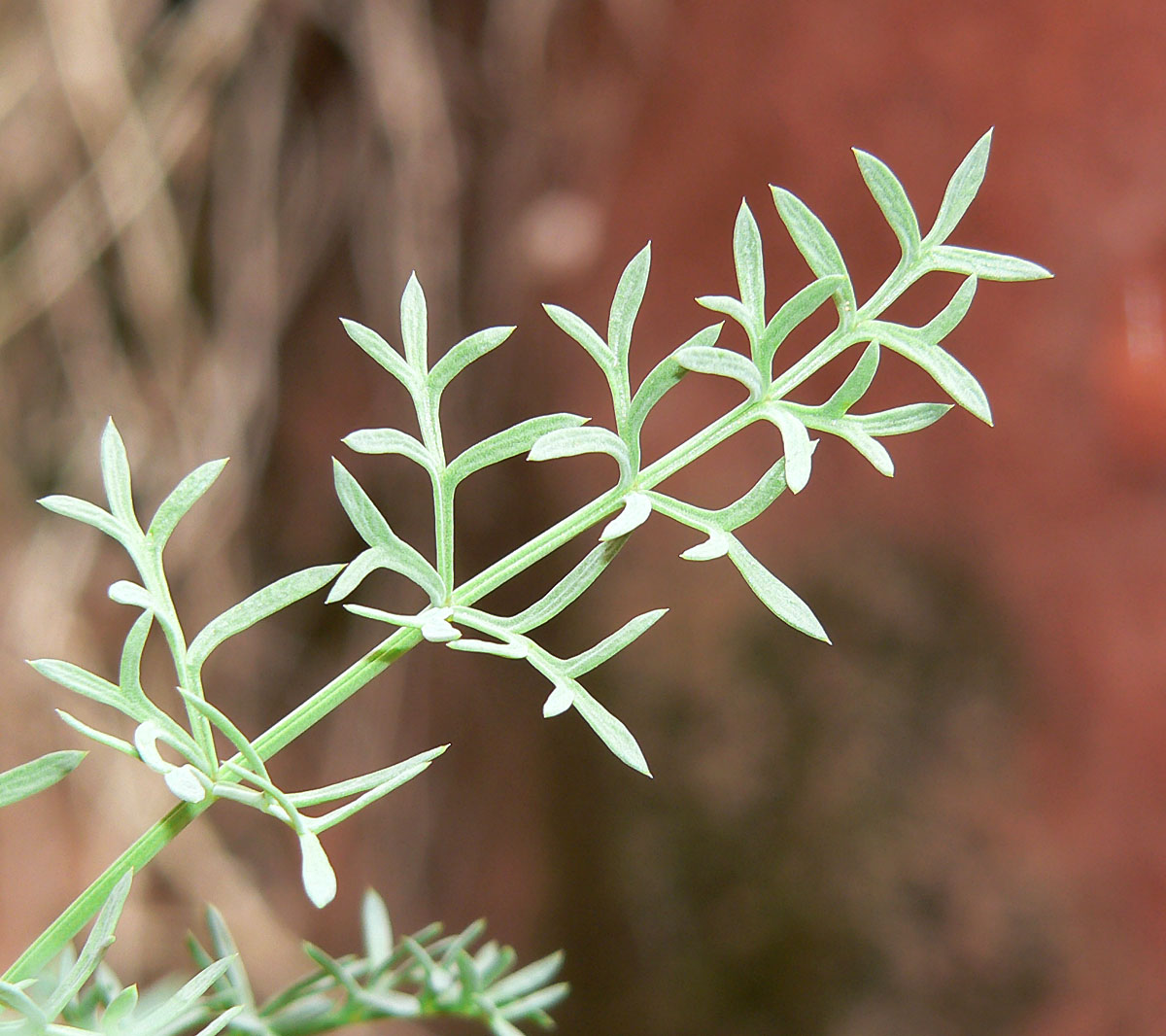